# Gouvernement Dissanayaka I
Wickremesinghe Dissanayaka II
Le gouvernement Dissanayaka I est le gouvernement du Sri Lanka du 23 septembre 2024 au 18 novembre 2024.

## Historique
Le 22 septembre, Anura Kumara Dissanayaka est déclaré vainqueur de l'élection présidentielle de 2024. Arrivé largement en tête devant le chef de l'opposition Sajith Premadasa et le président sortant Ranil Wickremesinghe, son avance lui permet de remporter la victoire.
Le 24 septembre, Anura Kumara Dissanayaka nomme Harini Amarasuriya au poste de Première ministre et dissout le Parlement en vue des élections législatives srilankaises de 2024.

## Composition
| Portefeuille | Titulaire | Titulaire                | Parti |
| --- | --------- | ------------------------ | ----- |
| Président de la République Ministre de l'Agriculture, des Terres, de l'Élevage, de l'Irrigation, de la Pêche et des Ressources aquatiques Ministre de la Défense Ministre de l'Énergie Ministre des Finances, du Développement économique, de la Formulation des politiques, de la Planification et du Tourisme |           | Anura Kumara Dissanayaka | JVP   |
| Première ministre Ministre de l'Éducation, de la Science et de la Technologie Ministre de la Santé Ministre de la Justice, de l'Administration publique, des Conseils provinciaux, des Collectivités locales et du Travail Ministre du Commerce, de la Sécurité alimentaire, du Développement coopératif, des Industries et du Développement des entrepreneurs Ministre de la Femme, de l'Enfance, de la Jeunesse et des Sports |           | Harini Amarasuriya       | JVP   |
| Ministre de Buddha Sasana, des Affaires religieuses et culturelles, de l'Intégration nationale, de la Sécurité sociale et des Médias de masse Ministre de l'Environnement, de la Faune, des Ressources forestières, de l'Approvisionnement en eau, des Plantations et des Collectivités, et des Infrastructures Ministre des Affaires étrangères Ministre de la Sécurité publique Ministre du Développement rural et urbain, du Logement et de la Construction Ministre des Transports, des Routes, des Ports et de l'Aviation civile |           | Vijitha Herath           | JVP   |